# Wołgograd (stacja kolejowa)
Wołgograd – stacja kolejowa w Wołgogradzie, w obwodzie wołgogradzkim, w Rosji. Stacja posiada 4 perony.
29 grudnia 2013 w budynku dworca kolejowego miał miejsce samobójczy zamach terrorystyczny.